# Tăng bạch cầu đơn nhân nhiễm khuẩn
Bệnh Tăng bạch cầu đơn nhân nhiễm khuẩn (IM, mono), hay còn được gọi là sốt viêm tuyến bạch cầu, là một bệnh truyền nhiễm thường được gây ra bởi virus Epstein–Barr (EBV). Hầu hết mọi người đều bị nhiễm virus từ lúc còn nhỏ, khi bệnh biểu hiện ít hoặc không có triệu chứng. Ở thanh thiếu niên, bệnh thường gây sốt, đau họng, sưng hạch bạch huyết cổ, và mệt mỏi. Hầu hết sẽ hồi phục sau hai đến bốn tuần; tuy nhiên, mệt mỏi có thể kéo dài hàng tháng sau đó. Gan hoặc lá lách cũng có thể bị sưng, và trong dưới một phần trăm các ca bệnh có thể bị vỡ lá lách.
Dù thường được gây ra bởi virus Epstein–Barr, còn được gọi là virus herpes 4 ở người, là một thành viên trong họ virus herpes, một số loài virus khác cũng có thể là nguyên nhân gây bệnh. Bệnh thường lây qua đường nước bọt nhưng cũng có thể hiếm khi lây truyền qua tinh dịch và máu. Việc lây truyền có thể bằng cách uống chung cốc, dùng chung bàn chải đánh răng, ho hay hắt hơi. Những người đã nhiễm bệnh có thể truyền bệnh hàng tuần trước khi biểu hiện triệu chứng. Bạch cầu đơn nhân nhiễm khuẩn thường được chẩn đoán dựa trên các triệu chứng và xác nhận thông qua xét nghiệm máu để tìm một số kháng thể nhất định. Một cách chẩn đoán khác đó là tăng tế bào lympho xảy ra trong khoảng 10% trường hợp.